# イバラ (エクアドル)
イバラ（スペイン語: Ibarra）は、エクアドル北部のインバブーラ県の県都。正式名称はサン・ミゲル・デ・イバラ（San Miguel de Ibarra）。
2010年の人口は13万1856人。インバブーラ火山の麓で、タハンド川の左岸に位置する。首都キトから約70km北東に離れている。
ヘラドス・デ・パイラ（手作りのアイスクリームやシャーベットのようなお菓子）は、約500年前にイバラ周辺の先住民が、インバブーラ火山の雪や氷を用いて発明した。
イバラ司教管区の本部が有る。7月16日に「伝道者」（スペイン語: El Pregón エル・プレゴン）パレードと「処女カルメン」（スペイン語: Virgen del Carmen ビルヘン・デル・カルメン）パレードが、9月の最終週末に「湖祭」（スペイン語: Fiesta de los Lagos フィエスタ・デ・ロス・ラゴス）が開催される。

## 人口
- 1982年11月28日：5万3428人
- 1990年11月25日：8万991人
- 2001年11月25日：10万8535人
- 2010年11月28日：13万1856人

## 歴史
1502年、現在のイバラから約2kmのカランキ村で、インカ帝国の最後の皇帝となる、アタワルパが産まれたと伝えられている。
1606年、キトのアウディエンシアの命令で建設された。
1868年、エクアドル地震が発生し、都市は壊滅した。
1872年、再建された。

## 気候
地中海性気候(Csb)に属する。
| イバラの気候                                    | イバラの気候 | イバラの気候 | イバラの気候 | イバラの気候 | イバラの気候 | イバラの気候 | イバラの気候 | イバラの気候 | イバラの気候 | イバラの気候 | イバラの気候 | イバラの気候 | イバラの気候  |
| 月                                              | 1月          | 2月          | 3月          | 4月          | 5月          | 6月          | 7月          | 8月          | 9月          | 10月         | 11月         | 12月         | 年            |
| ----------------------------------------------- | ------------ | ------------ | ------------ | ------------ | ------------ | ------------ | ------------ | ------------ | ------------ | ------------ | ------------ | ------------ | ------------- |
| 平均最高気温 °C （°F）                          | 22.0 (71.6)  | 21.8 (71.2)  | 22.1 (71.8)  | 22.1 (71.8)  | 22.4 (72.3)  | 22.2 (72)    | 22.8 (73)    | 23.2 (73.8)  | 23.4 (74.1)  | 22.7 (72.9)  | 22.0 (71.6)  | 22.1 (71.8)  | 22.4 (72.33)  |
| 平均最低気温 °C （°F）                          | 10.4 (50.7)  | 10.7 (51.3)  | 10.7 (51.3)  | 11.1 (52)    | 10.5 (50.9)  | 9.9 (49.8)   | 9.4 (48.9)   | 9.1 (48.4)   | 9.4 (48.9)   | 10.3 (50.5)  | 10.6 (51.1)  | 10.5 (50.9)  | 10.22 (50.39) |
| 雨量 mm （inch）                                | 40 (1.57)    | 54 (2.13)    | 73 (2.87)    | 92 (3.62)    | 65 (2.56)    | 35 (1.38)    | 14 (0.55)    | 16 (0.63)    | 35 (1.38)    | 73 (2.87)    | 75 (2.95)    | 51 (2.01)    | 623 (24.52)   |
| 出典：http://pt.climate-data.org/location/2964/ |              |              |              |              |              |              |              |              |              |              |              |              |               |

## 姉妹都市
- アメリカ合衆国、ケンタッキー州、ウィンチェスター
- インド、ウッタル・プラデーシュ州、イターワー県（英語版）、イターワー